# Archiprêtre
Cette page contient des caractères spéciaux ou non latins. S’ils s’affichent mal (▯, ?, etc.), consultez la page d’aide Unicode.

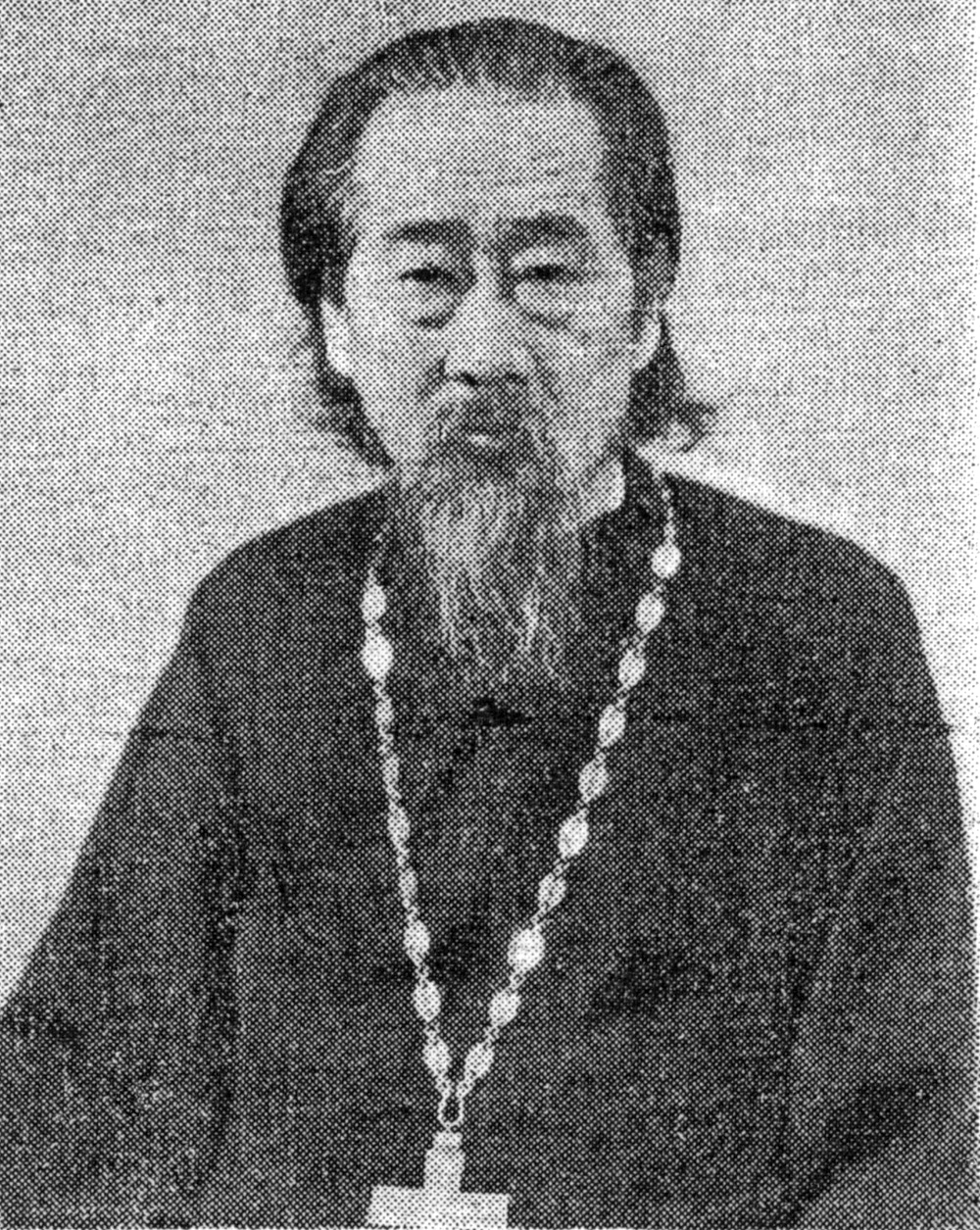
L'archiprêtre Feodor Du, évêque de l'Église orthodoxe chinoise, dernier évêque orthodoxe de Shanghai avant l'abolition du siège.

Dans l'Église catholique, archiprêtre est un titre honorifique attribué à un prêtre, en général le curé d'une église importante, de l’église principale d’une ville ou d’un ensemble de paroisses, ou encore d'une cathédrale ou une basilique. Il est à la tête d'un archiprêtré (par exemple, l'ancien archiprêtré de Bouin, dans le diocèse de Poitiers).
Anciennement, ce titre fut aussi porté par un prêtre qui remplaçait un évêque.
Dans l'Église orthodoxe, le titre d'archiprêtre, en grec moderne : αρχιπρεσβύτερος (archipresbyteros), ou les titres équivalents de protopape, πρωτόπαππας (protopappas), de protoïéreus, πρωτοιερεύς (protoiereus) ou de protopresbytre, πρωτοπρεσβύτερος (protopresbyteros) sont des distinctions accordées par l'évêque ou le primat à un prêtre comme le recteur d'une cathédrale ou d'une paroisse importante, ou le doyen d'une circonscription du diocèse.